# MAN Seria E
MAN Exxx – seria silników CNG produkowana przez MAN Engines na bazie silników wysokoprężnych w wielu odmianach i wersjach.